# 폴리스 디라자 말레이시아 FC
폴리스 디라자 말레이시아 FC(말레이어: Kelab Bola Sepak Polis Diraja Malaysia, 영어: Polis DiRaja Malaysia Football Club), 약칭 PDRM FC는 말레이시아의 축구 클럽으로, 쿠알라룸푸르를 연고로 하고 있다. 또한 이 클럽은 말레이시아 왕립 경찰 소속으로, PDRM FC Sdn Bhd가 공식 소유권을 갖고 있다. 현재 말레이시아의 최상위 리그인 말레이시아 슈퍼리그에 참가하고 있다.
과거에는 PDRM FA로 불려졌으나, 2020년 PDRM FC Sdn Bhd가 창단된 이후 현재의 PDRM FC로 불리고 있다.

## 선수 명단

### 현역
참고: FIFA 자격 규정에 따라 소속된 국가대표팀 국기를 표시합니다. 선수는 복수의 FIFA 비회원국 국적을 가지고 있을 수 있습니다.
| 번호 | 포지션 | 국적       | 이름          |
| ---- | ------ | ---------- | ------------- |
| 30   | MF     | 나이지리아 | 아레무 티모시 |

| 번호 | 포지션 | 국적   | 이름        |
| ---- | ------ | ------ | ----------- |
| 77   | MF     | 요르단 | 파디 아와드 |